# Shining (banda)
Shining é uma banda sueca de black metal formada em 1996 por Niklas Kvarforth em Halmstad, Suécia. A banda é frequentemente referida como depressive suicidal black metal, devido aos temas sombrios em suas letras que falam principalmente de depressão, suicídio e automutilação.
O nome da banda não se refere ao livro The Shining ou ao filme baseado nele, mas sim significa "o caminho para a iluminação", segundo Kvarforth.

## História
O Shining foi formado em 1996 em Halmstad, na Suécia e no início era um projeto solo do vocalista e compositor Niklas Olsson, de apenas 12 anos de idade, que assumiu o nome artístico de Kvarforth. Quando Kvarforth tinha 14 anos, Shining lançou seu primeiro EP, Submit to Selfdestruction em 1998, no qual ele tocou guitarra e baixo. Apenas quando a banda lançou seu primeiro álbum de estúdio, Within Deep Dark Chambers em 2000, Kvarforth se tornou o vocalista da banda.
A banda lançou mais dois álbuns Livets ändhållplats em 2001 e III: Angst, självdestruktivitetens emissarie em 2002, antes de se separarem em agosto de 2004. Seu quarto álbum, IV: The Eerie Cold que foi lançado em 2005 seria o último, mas a banda se reformou mais tarde no mesmo ano com uma nova formação capaz de realizar shows ao vivo.
Niklas Kvarforth desapareceu em julho de 2006 e espalhou-se o boato de que ele teria se suicidado. Em 23 de agosto de 2006, a banda postou um comunicado em seu site declarando que Kvarforth havia desaparecido. A banda disse que continuaria com um novo vocalista chamado "Ghoul", como sendo um dos desejos de Kvarforth.
Em um show que aconteceu em 3 de fevereiro de 2007, em Diezel em Halmstad, na Suécia, foi revelado que na verdade “Ghoul” seria Niklas Kvarforth. O show foi violento como de costume, com Kvarforth ocasionalmente lutando contra o público e os vocalistas convidados (Attila Csihar, Maniac e Nattefrost).
A banda lançou seu quinto álbum em 2007, V: Halmstad (Niklas angående Niklas), uma referência à cidade natal de Niklas Kvarforth.
Um álbum de coletânea intitulada 8 ½ – Feberdrömmar i vaket tillstånd, foi lançada em 2013, com canções regravadas de 2001–2002 e com diferentes vocalistas para 5/6 faixas.
O nono álbum da banda, intitulado IX: Everyone, Everything, Everywhere, Ends, foi lançado em 21 de abril de 2015.
O décimo álbum da banda, X: Varg Utan Flock, foi lançado em 5 de janeiro de 2018.

## Integrantes

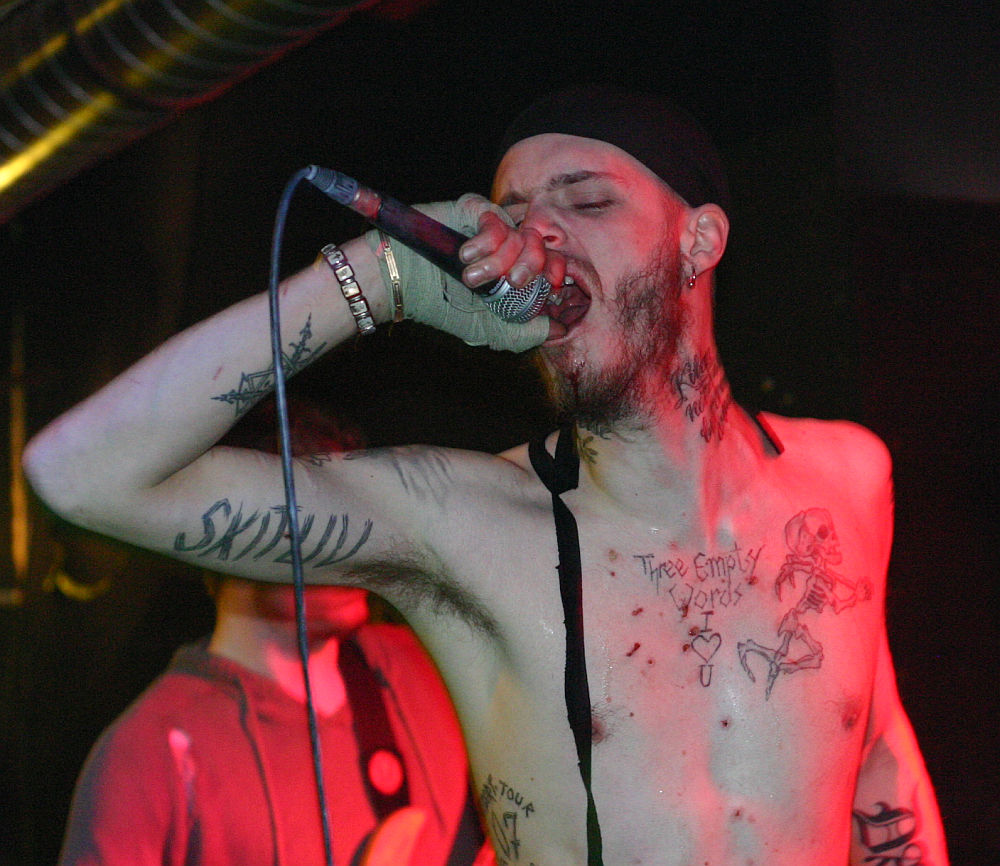
O vocalista Niklas Kvarforth em concerto com Shining em 2007.

### Formação atual
- Niklas Kvarforth "Ghoul" – vocal (1996–presente)
- Peter Huss – guitarra (2005–presente)
- Markus Hammarström – baixo (2016–presente)
- Frank Schilperoort – bateria (2019–presente)

### Ex-integrantes
Vocalistas
- Robert Ayddan (1998)
- Andreas Classen (1999–2000)[12][13]

Guitarristas
- Håkan "Inisis" Ollars (2002)
- John Doe (2005–2006)
- Andreas Casado (2005–2006)
- Fredric "Wredhe" Gråby (2006–2011)
- Sebastiaan Bats (2011)
- Euge Valovirta (2012–2017)

Baixistas
- Tusk (2000–2001)
- Johan Hallander (2005–2007)
- Phil A. Cirone (2001–2005, 2007–2008)
- Andreas Larssen (2008–2010)[14]
- Christian Larsson (2010–2016)

Bateristas
- Ted "Impaler" Wedebrand (1998–2001)
- Jan Axel "Hellhammer" Blomberg (2001–2004)
- Rickard "Rille" Schill (2008–2010)
- Ludwig Witt (2005–2007, 2011–2012)
- Jarle "Uruz" Byberg (2007–2008, 2016–2017)
- Rainer Tuomikanto (2012–2016)